# Gravsteinen
Gravsteinen är en kulle i Antarktis. Den ligger i Östantarktis. Norge gör anspråk på området. Toppen på Gravsteinen är 780 meter över havet.
Terrängen runt Gravsteinen är lite kuperad. Trakten är obefolkad. Det finns inga samhällen i närheten.